# Илиада
„Илиада“ (на старогръцки: Ἰλιάς) е древногръцка епическа поема от Омир. Представлява едно от най-древните произведения в европейската литература. За основа при написването ѝ са послужили многобройни древногръцки предания за подвизите на древни герои. Състои се от 15703 хекзаметъра.
Наименованието ѝ идва от Илион – старото име на Троя, град в северозападна Мала Азия, на около 7 км от Дарданелите. Следователно „Илиада“ означава „поема за Илион (Троя)“. Тя е написана върху сюжет от митологията, от тъй наречения Троянски цикъл от сказания, който е дал сюжети на много литературни произведения.

## Сюжет
Действието се разиграва под стените на обсадения град по време на десетата година от Троянската война. То обхваща 50 дни от последната, 10-а година (някои изследователи смятат, че дните са 49, други – 51), като започва със свадата между Ахил, цар на гърците мирмидонци, и Агамемнон, цар на Микена. Разказът завършва с погребението на загиналия Хектор, син на троянския цар Приам и брат на Парис. „Илиада“ е и първият запазен извор, в който се споменават траките – описанието на тракийския цар Рез. Александрийският учен Зенодот Ефески е разделил поемата на 24 песни, колкото са и буквите в гръцката азбука. „Илиада“ се състои от 15 703 стиха и е написана в хекзаметри.
Разпространявала се е чрез ръкописи като до наши дни са достигнали около 100 ръкописа, които съдържат поемата или части от нея. Най-старият пълен ръкопис е от Сирия и се датира от 5 век пр.н.е.
Независимо че „Илиада“ има военен сюжет, в съдържанието ѝ са вплетени многобройни битови сцени, описания на обичаи, местности, оръжия. Поемата представлява и енциклопедия на целокупния тогавашен живот. Формалното описание на събития, станали през последните дни от десетгодишната обсада на Троя, умело включва разкази за много събития, случили се твърде рано, изречени от героите, или от самия поет.
Поемата съдържа много сентенции, ценни не само като мисъл, но и като народна мъдрост.
Творбата има свои особености, дължащи се на създаването и́ преди три хилядолетия. При описанието на всяка сцена има обстоятелственост и детайлност. Подробното описание на случки и събития се допълва от несъвършенството на писателската техника, когато Омир трябва да опише две или повече събития, ставащи едновременно.
Дори когато са встрани от действието, отделните епизоди винаги са във връзка с главния герой. Епизодите от поемата се изграждат в обща верига на основната тема и се създава произведение, представляващо самостоятелно завършено поетическо цяло. Същевременно всеки отделен епизод е крачка напред в разрешаването на основния проблем – приключването на десет годишната Троянска война.
Подробният разказ на всеки епизод е свързан с основната мисъл на поемата – възхвала на честта, стремеж към воинска слава, утвърждаване на доблестта и предаността към родината, ценности, определяни като общочовешки.
В средата на втора песен, след повторно обръщение към Музата, следва изброяване в тържествен тон на воюващите при Троя ахейци. Описанието на подготовката за предстоящия бой прилича на разказ за началото на войната. В първите стихове на трета песен, когато войските вече се смесват, Парис предлага изходът да се реши в двубой между него и Менелай. Предложението се приема и двамата излизат един срещу друг.
Бойният ден, представен в трета песен, е една Троянска война в миниатюр. „Илиада“ има две начала – освен буквалното в първа песен, която съставя рамката на събитията, в средата на втора песен започва същинската част - там се открива епосът за троянската война в чиста форма.
Разказът за Троянската война се обвързва с темата за войната изобщо. По време на битките в поемата се открояват откровени гласове за причините на войната. Ахейците воюват за Елена, за опетнената чест, но се надяват и на плячка. Войната не е само въпрос на чест, а и разбойническо дело. Ахейските герои понякога спорят съвсем по разбойнически.
Съществува гледна точка, от която войната в „Илиада“ изглежда самоцелна. Има известен баланс – надмощието и слабостта са съчетани така, че никоя от двете страни да не стига до поражение. Войните и на двете страни показват сходни храброст и жестокост. Когато едната страна има преднина и падат повече мъртви от другата, съчувствието и жаждата за мъст връщат храбростта на по-слабите и преследвачите започват да отстъпват. Антагонизмът в лагера на боговете също възстановява този баланс. Разделени на еленофили и тройофили, интересите им са така сплетени, че винаги да се постига равновесие. Гневът на Ахил е водещ. Хората са най-нищожните, след това са героите и после боговете, но боговете са зависими от съдбата. В „Илиада“ външното и вътрешното са в хармония, така наречената калокагати́я - хубавата външност е придружена от богата душа.

## Резюме на песните в „Илиада“
- Песен I: (Десетата година от обсадата на Троя. Ахил и Агамемнон се скарват за пленницата Хрезеида.)
- Песен III: Парис предизвиква Менелай на дуел, за да се реши изхода на войната в единичен бой. Менелай е съпругът на Хубавата Елена, а Парис – нейният любовник. Менелай побеждава. Афродита спасява ранения Парис и го изнася от бойното поле. Тъй като дуела не завършва със смъртта на никой от двамата противници, войната продължава.
- Песен IV: Примирието е нарушено от троянски коне.
- Песен V: Диомед, подпомаган от Атина извършва големи подвизи, ранявайки Афродита и Арес.
- Песен VI: Хектор се връща в Троя, за да се опита да омилостиви Атина Палада с жертвоприношение и скъпи дарове. Среща се с жена си и сина си и се връща с брат си Парис в боя.
- Песен VII: Хектор предизвиква на дуел най-силния сред гърците и се отзовава Аякс. Боят продължава до късно през нощта, без някой да победи.
- Песен VIII: Боговете се оттеглят от битката.
- Песен IX: Агамемнон се опитва да се помири с Ахил, но той отказва.
- Песен X: Диомед и Одисей отиват на шпионска мисия в лагера на троянците.
- Песен XI: Парис ранява Диомед, а Патрокъл разбира безизходицата на гърците.
- Песен XII: Изтегляне на гръцките кораби.
- Песен XIII: Посейдон се смилява над гърците и ги мотивира.
- Песен XIV: Хера приспива Зевс, което позволява на гърците да действат.
- Песен XV: Зевс се събужда и спира Посейдон да се меси. Троянците си връщат преимуществото в боя.
- Песен XVI: Патрокъл взема бронята на Ахил и се включва в битката, но е убит от Хектор.
- Песен XVII: Има спор за бронята и тялото на Патрокъл. Хектор получава бронята, а Аякс – взема тялото му.
- Песен XVIII: Ахил научава за смъртта на Патрокъл, а майка му му дава нова броня.
- Песен XIX: Ахил се сдобрява с Агамемнон и се включва в битката.
- Песен XX: Битката е в разгара си, а боговете участват в нея свободно.
- Песен XXI: Ахил пристига пред портите на Троя.

- Песен XXII: Ахил се бие с Хектор и го убива. Влачи тялото му до гръцкия лагер.
- Песен XXIII: Патрокъл е погребан с почести.
- Песен XXIV: Приам, бащата на Хектор, отива да измоли тялото му от Ахил, за да бъде погребан. Ахил му го дава.

## Български преводи
Първият превод на български е направен от Григор Пърличев през 1871 г. по покана от Цариградското списание „Читалище“, където са и публикувани части от него. Преводът, който е свободен, предизвиква спор във възрожденския периодичен печат. Докато Марко Балабанов, редактор на „Читалище“, пише, че трудът на Пърличев е „книжовно дело, което ще направи епоха в народната ни книжевност“, Нешо Бончев излиза малко по-късно същата година с унищожителна критика, основана върху първата част на превода. В дебата се включват и други, а Пърличев – силно засегнат от острата критика – изгаря превода, както разказва в Автобиографията си, с което непубликуваните части биват загубени за българската литература. Сред по-късните български литературни критици също няма единодушие относно достойнствата на Пърличевия превод.
За целите на критическия си преглед на Пърличевия превод, първият български литературен критик Нешо Бончев прави превод на част от Първа песен, отпечатан в „Периодическо списание“ на Българското книжовно дружество.
Популярен е преводът на отделни части от поемата на Асен Разцветников, издаван като помагало за учениците в средния курс на българското училище. [необходимо е уточнение]
Първи пълен превод на „Илиада“ прави Николай Вранчев в издаваната от него библиотека „Ралица“.

## Стихосложение
Използваният и в народната песен хекзаметър в „Илиада“ е усъвършенстван и достига строеж, станал образец за героичните поеми в гръцката и римската поезия. Този вид стихосложение се изговаря за 17 единици време, затова например преводът на Александър Милев и Блага Димитрова от 1971 година съблюдава на български да има 17 срички. Хекзаметърът е дълъг стих и при четене и рецитиране се налага известно спиране – цезура. Повишаването на гласа при изговаряне на първата сричка от хекзаметъра, наричано иктус, следващото понижено изговаряне на останалата сричка или останалите две срички (тезис) и тяхното редуване с цезура, се нарича скандиране. Стиховете на „Илиада“ винаги се скандират.

## Главните герои
Поемата е многопланова. Действието се развива едновременно на Олимп и на земята, в ахейския и в троянския лагер. Героите са богове, полубогове и обикновени смъртни, но надарени с качества, които ги правят избрани от поета.
Главният герой е Ахил, но не защото участва във всички военни действия, не защото е олицетворение на героичния дух, а защото образът му придобива дълбочина и многообразност.
- Ахейци (Ἀχαιοί) – известни още като елини (гърци).
  - Агамемнон (Ἀγαμέμνων) – син на царят на Микена Атрей (или Аргос) и царица Аеропа и брат на Менелай.
  - Ахил (Ἀχιλλεύς) – син на смъртния Пелей и на морската богиня Тетида, Цар на Мирмидоните.
  - Одисей (Ὀδυσσεύς) – син на Лаерт и Антиклея, съпруг на Пенелопа и баща на Телемах, Цар на остров Итака.
  - Аякс Теламонид (Αἴας) – син на Теламон, Цар на Саламин.
  - Менелай (Μενέλαος) – син на Атрей и Аеропа, Цар на Спарта.
  - Диомед (Διομήδης) – син на Тидей, Цар на Аргос.
  - Аякс (Локрида) (Αἴας) – син на Оилей, Цар на Локрида, и Ериопа.
  - Патрокъл (Πάτροκλος) – син на аргонавта Менетей и Сфенела (или Периопида; или Полимеда; или Филомела).
  - Нестор (Νέστωρ) – син на Нелей и Хлорида, Цар на Пилос.
- Троянци
  - Мъже
    - Хектор (Ἕκτωρ) – син на Приам и Хекуба, съпруг на Андромаха.
    - Еней (Αἰνείας) – син на принц Анхис (Ἀγχίσης) и богиня Афродита.
    - Деифоб (Δηίφοβος) – син на Приам и Хекуба, по-малък брат на Хектор и Парис.
    - Парис (Πάρις) – син на Приам и Хекуба.
    - Приам (Πρίαμος) – Цар на Троя.
    - Полидам (Πολυδάμας)
    - Агенор (Ἀγήνωρ) – син на Антенор.
    - Сарпедон (Σαρπηδὠν) – син на Зевс.
    - Главк (Γλαῦκος) – син на Hippolochus.
    - Евфорбий (Εὔφορβος)
    - Долон (Δόλων)
    - Антенор (Ἀντήνωρ) – баща на Агенор.
    - Полидор (Πολύδωρος) – син на Приам и Лаотоя.
    - Пандар (Πάνδαρος) – син на Ликаон и прочут стрелец.

  - Жени
    - Хекуба (Ἑκάβη) – дъщеря на Димант, царя на Фригия. Тя е втората жена на Приам.
    - Хубавата Елена (Ἑλένη) – дъщеря на Зевс и Леда и съпруга на Меналай.
    - Андромаха (Ἀνδρομάχη) – съпруга на Хектор, майка на Астианакс (Ἀστυάναξ).
    - Касандра (Κασσάνδρα) – дъщеря на Приам и Хекуба.
    - Бризеида (Βρισηΐς) – дъщеря на Бриз, владетел на съюзния на Троя град Лирнес.
- Богове и богини
  - Неутрален
    - Зевс (Ζεύς)

  - Троянски
    - Аполон (Ἀπόλλων)
    - Арес (Ἄρης)
    - Артемида (Ἄρτεμις)
    - Афродита (Ἀφροδίτη)
    - Деймос (Δεῖμος)
    - Ерида (Ἔρις)
    - Лето (Λητώ)
    - Скамандър (Σκάμανδρος)
    - Фобос (Φόβος)

  - Ахейски
    - Атина (Ἀθηνᾶ)
    - Ирида (Ἶρις)
    - Посейдон (Ποσειδῶν)
    - Протей (Πρωτεύς)
    - Тетида (Θέτις)
    - Хадес (Ἅιδης)
    - Хера (Ἥρα)
    - Хермес (Ἑρμῆς)
    - Хефест (Ἥφαιστος)